# 马街镇 (陆良县)
马街镇，是中华人民共和国云南省曲靖市陆良县下辖的一个镇。

## 行政区划
马街镇下辖以下地区：
马街社区、大龙潭村、小龙潭村、泉丰村、前所村、良迪村、刘家村、朱家堡村、金家村、大西村、黄官营村、汤官箐村、海螺村、湖海村、尹旗堡村、海界村、郭家村、漾稻村、庄上村、薛官堡村和杜旗堡村。